# Kalensches Tor

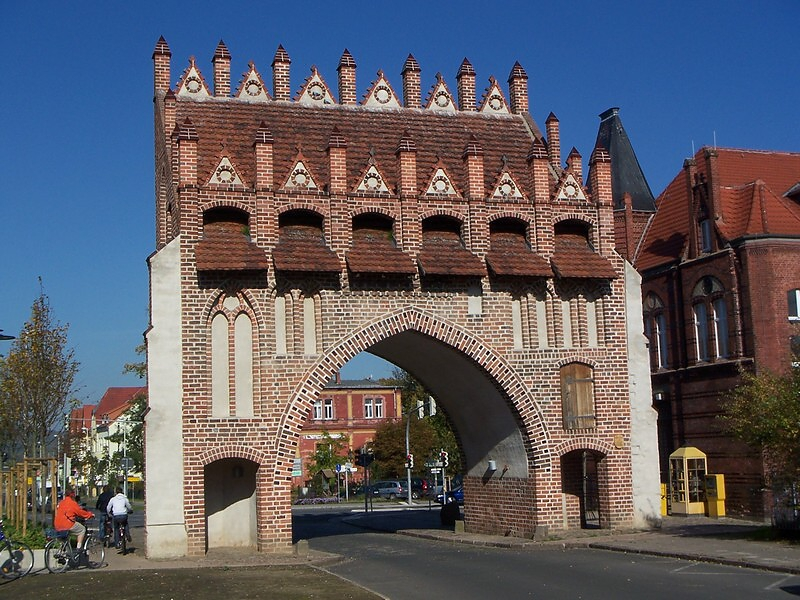
Kalensches Tor, Altstadtseite

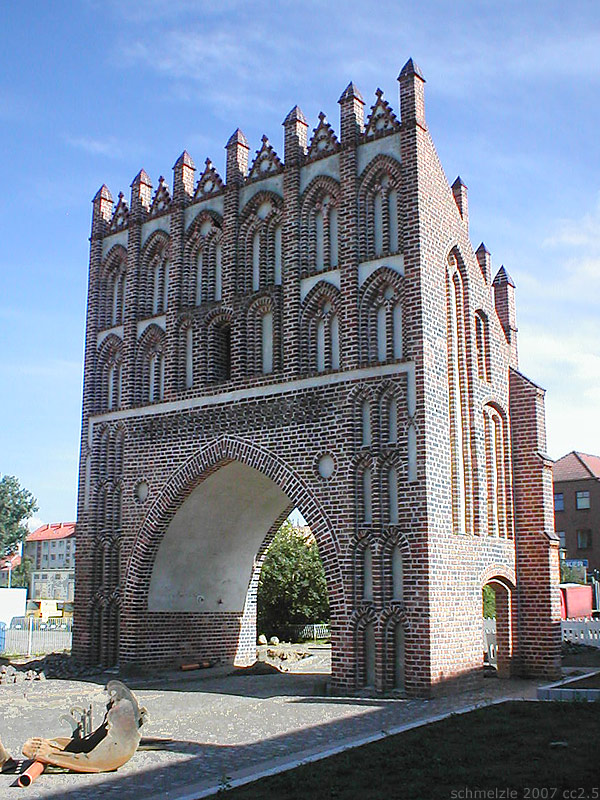
Kalensches Tor, Eingang zur Altstadt

Das  Kalensche Tor ist eines der vier Tore der Wehranlage, welche die Stadt Malchin in Mecklenburg-Vorpommern umgab. Es ist das besterhaltene Tor der Stadtbefestigung.
Der Bau ist ein reich gegliederter gotischer Backsteinbau aus dem 15. Jahrhundert mit Pultdach und teilweise glasierten Ziegeln. Es wurde als Doppeltor erbaut. Im Jahr 1837 begann der teilweise Abbruch. So wurde das Haupttor abgerissen, um eine Erhöhung der Durchfahrt zu erreichen. Bis ins 19. Jahrhundert wurde es als Gefängnis genutzt, im Jahr 1900 restauriert. Heute ist das Kalensche Tor eines der bedeutenden Sehenswürdigkeiten der Stadt.
Den Namen dürfte das Tor vom Ort (Alt-)kalen bekommen haben, in dessen Richtung das Tor liegt. Eine andere Herleitung des Namens wäre von den Kalandsbrüdern, deren Kloster sich auf dem Mönchhof (Wedenhof) in der Nähe befand. Dies dürfte aber eher unwahrscheinlich sein.